# Tipula bagchiana
Tipula bagchiana är en tvåvingeart som beskrevs av Alexander 1971. Tipula bagchiana ingår i släktet Tipula och familjen storharkrankar. Inga underarter finns listade i Catalogue of Life.